# Drozd bělobrvý
Drozd bělobrvý, dříve též drozd plavý (Turdus obscurus), je středně velkým sibiřským druhem pěvce z čeledi drozdovitých (Turdidae). Svrchu a na hrudi je šedý, zespodu bílý s oranžově béžovými boky. Na hlavě je výrazný bílý nadoční a černý oční proužek. Hnízdí na Sibiři, severním Sachalinu a jižní Kamčatce. Zimuje v jihovýchodní Asii. Výjimečně také čtyřikrát zalétl do České republiky.

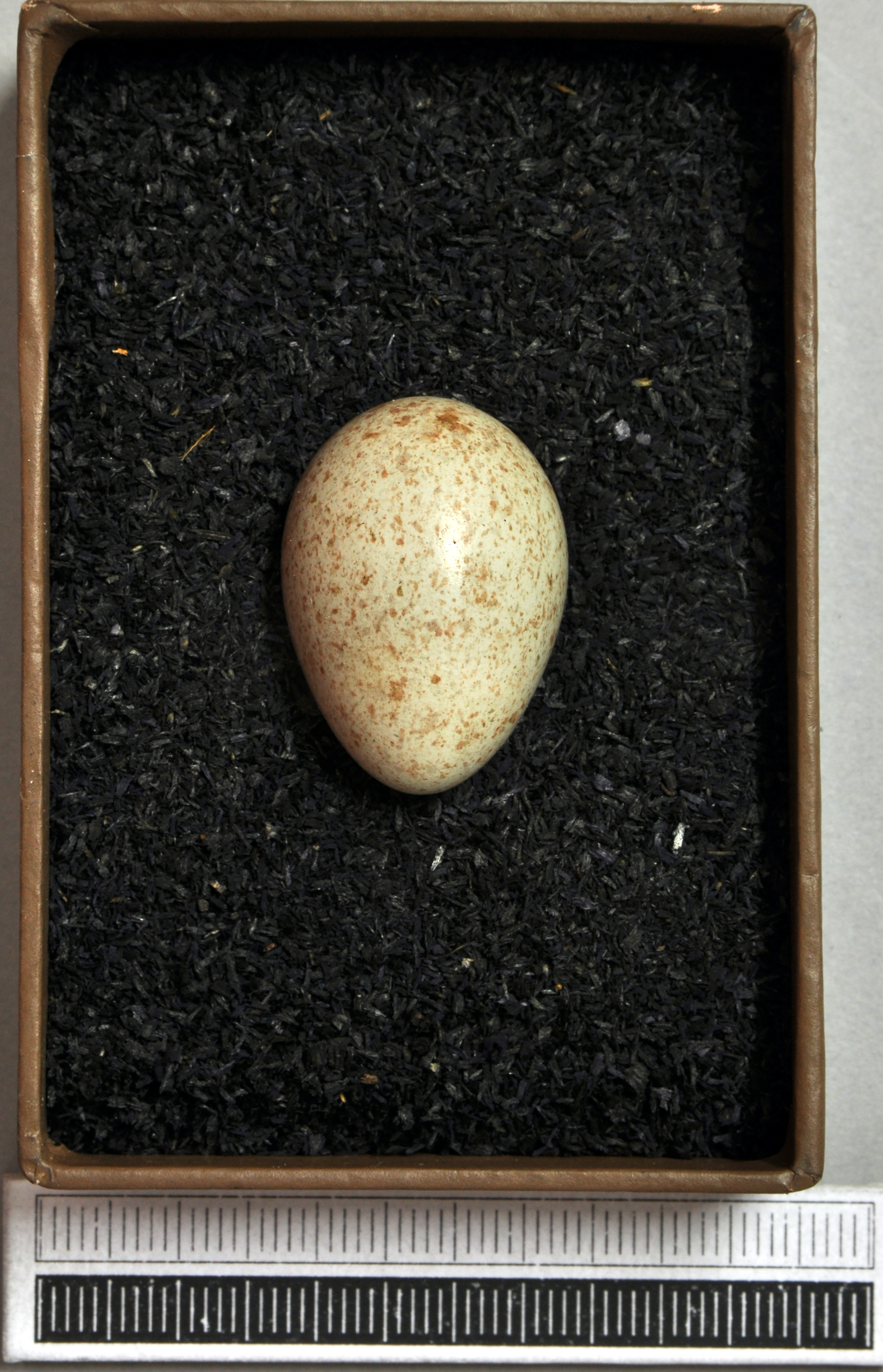
Vejce drozda plavého (Museum Wiesbaden)